# Герб комуни Бурос

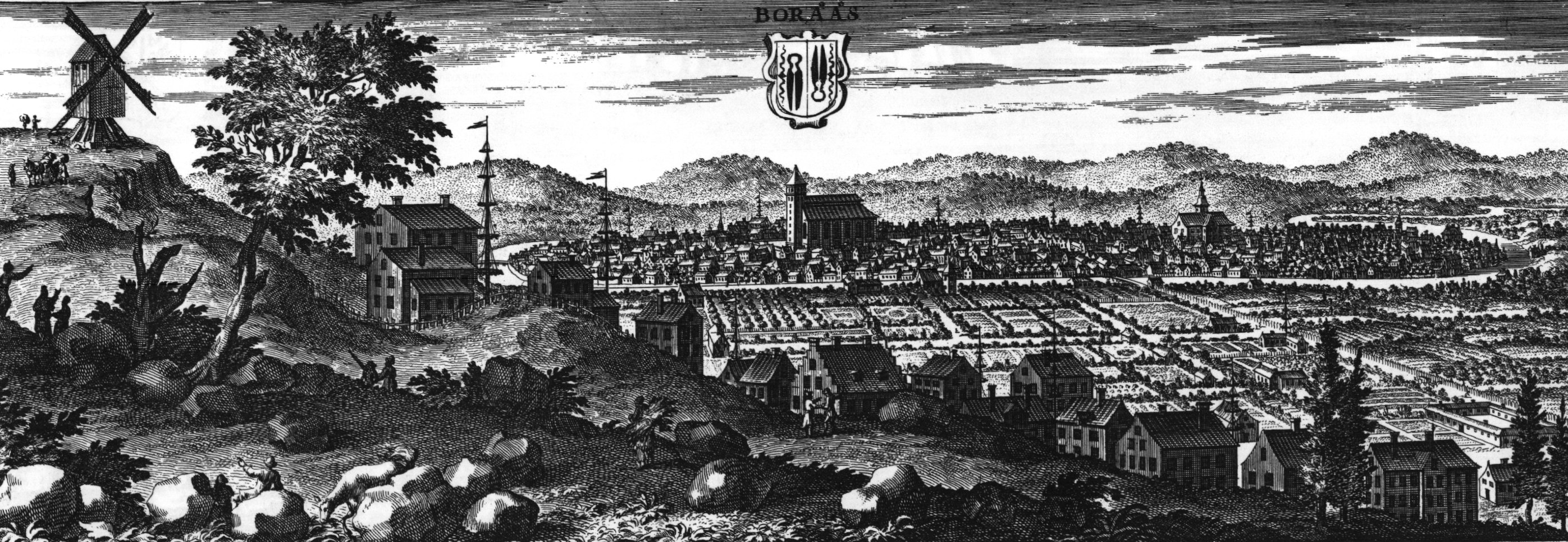
Герб на гравюрі з панорамою міста Бурос (близько 1700 р.)

Герб комуни Бурос (швед. Borås kommunvapen) — символ шведської адміністративно-територіальної одиниці місцевого самоврядування комуни Бурос.

## Історія
Герб місту Бурос надано привілеєм короля Густава ІІ Адольфа 1622 року. На гербі були зображені двоє кравецьких ножиць, одні вістрями додолу, інші — вгору. Ці символи відображали розвинуте в місті ткацтво та кравецтво. У затвердженому варіанті 1939 року герб мав забарвлення: червоне поле та срібні ножиці. 
Після адміністративно-територіальної реформи, проведеної в Швеції на початку 1970-х років, муніципальні герби стали використовуватися лишень комунами. Тому тепер цей герб представляє комуну Бурос, а не місто.
Герби давніших адміністративних утворень, що увійшли до складу комуни, тепер їх продовжують використовувати адміністративні частини комуни.
- Герб ландскомуни Тоап
(1946-1966)
Герб ландскомуни Дальшефорс
(1967-1970)
Герб комуни Дальшефорс
(1971-1973)

Герб ландскомуни Фрістад (1966-1970) Герб комуни Фрістад (1971-1973)
Герб ландскомуни Фрістад (1966-1970) Герб комуни Фрістад (1971-1973)
Герб ландскомуни Чіннарумма (1952-1961) Герб ландскомуни Віскафорс (1961-1971) Герб комуни Віскафорс (1971-1974)

- Герб ландскомуни Чіннарумма
(1952-1961)
Герб ландскомуни Віскафорс
(1961-1971)
Герб комуни Віскафорс
(1971-1974)

## Опис (блазон)
У червоному полі двоє срібних кравецьких ножиць, одні вістрями додолу, інші — вгору.

## Зміст
Сучасний герб базується на символі з герба міста Буроса з XVII століття. Ці символи відображали розвинуте в місті ткацтво та кравецтво.